# Draža Mihailović
Dragoljub Draža Mihailović (Ivanjica, Regne de Sèrbia, 27 d'abril de 1893 - Lisičiji Potok, 17 de juliol de 1947) fou un destacat general serbi que fundà i dirigí les guerrilles txètnik durant la Segona Guerra Mundial. Nacionalista i monàrquic, rep suport occidental per enfrontar-se als nazis durant l'ocupació de Iugoslàvia, però la seva actuació passiva i la seva col·laboració amb els feixistes italians feren que el 1943 perdés la protecció dels aliats de la Segona Guerra Mundial en el seu enfrontament amb els partisans de Josip Broz Tito, intensificant aleshores activitats de col·laboracionisme amb l'Eix. Les unitats txètniks que ell comandava no es van unir al ja oficial exèrcit iugoslau dels partisans, i van seguir lluitant a Bòsnia i Hercegovina, on van ser acusades de practicar operacions de neteja ètnica. Va ser capturat el 1946, jutjat i executat per traïció i crims de guerra.

## Inicis
Els seus pares van morir quan era un nen, i va ser criat per un oncle, que era coronel. Després d'unir-se a l'Acadèmia Militar Sèrbia entre 1908 i 1910, va participar com a cadet en les Guerres Balcàniques. A l'acabar la guerra, va esdevenir alferes (1913), en ser el primer en la seva classe, i va rebre la medalla Obihch, per valor personal. Durant la Primera Guerra Mundial, Mihajlović va continuar lluitant en l'Exèrcit Serbi, i el 1915 va haver de retirar-se a Albània juntament amb el gruix de les forces del seu país. Després va continuar lluitant en el front de Salónica, rebent nombroses condecoracions després de la guerra, incloent-hi l'Ordre de l'Àguila Blanca. Durant el període d'entreguerres va arribar el rang de Coronel i va servir com Oficial Militar adjunt a Sofia (1934) i Praga (1936). Sent un fervent nacionalista, Mihajlović va proposar la divisió de les forces armades iugoslaves d'acord amb les nacionalitats internes del Regne de Iugoslàvia (eslovens, croats i serbis), al·legant que la composició de les unitats iugoslaves permetia l'aparició d'una cinquena columna. Aquest suggeriment li va significar una sentència de 30 dies de presó per deslleialtat, i la seva carrera es va estancar. Un dels que el va acusar de deslleialtat va ser el Ministre de Guerra Milan Nedić, qui després va col·laborar amb els nazis presidint la Sèrbia de Nedić.

## Segona Guerra Mundial
Després de l'ocupació de Iugoslàvia per part d'Alemanya a l'abril de 1941, un petit grup d'oficials i soldats comandats per Mihailovic va escapar amb l'esperança de trobar unitats de l'exèrcit iugoslau que encara lluitessin a les muntanyes. Després d'arribar a Ravna Gora, a Sèrbia, el 8 de maig de 1941, es va adonar que el seu grup de set oficials i vint sotsoficials i soldats eren els únics que quedaven. A Ravna Gora, Mihailovic va organitzar el destacament de txètniks de l'exèrcit iugoslau, que es va convertir en l'Exèrcit Patriòtic Iugoslau (JVUO, ЈВУО), (Југословенска војска у отаџбини, Jugoslovenska vojska o otadžbini). El 20 de maig van tenir el primer enfrontament armat amb els alemanys a Ljuljaci
L'objectiu declarat dels txètniks, monàrquics i nacionalistes, era l'alliberament del país dels exèrcits d'ocupació, incloent-hi les forces de l'Alemanya nazi, la Itàlia feixista i el règim Ustaixa de l'Estat independent de Croàcia. Mihailović va anar reunint homes i armes a les muntanyes sèrbies, fàcils de defensar, en espera d'un desembarcament aliat als Balcans, seguint les directrius del govern iugoslau a l'exili que foren radiades a la BBC el 22 de juliol de 1941. Ja aleshores s'explicitaren les diferents visions de la resistència entre els txètniks i els partisans de Tito, ja que aquests seguiren les directrius del Komintern de reforçar el Front Oriental. Des de la tardor de 1941, els txètniks rebien ajuda del Special Operations Executive britànic, i l'11 de gener de 1942 Mihailović fou nomenat Ministre de Guerra del govern a l'exili. Sobre el terreny, els partisans es convertiren en els principals enemics de Mihailović, tot i que faccions d'ambdós grups van col·laborar puntualment en enfrontaments amb els alemanys. La política partisana, oberta a totes les nacionalitats iugoslaves, fou més popular per a la majoria de la població que la Txètnik, de caràcter excloent proserbi, incloent la participació en atrocitats contra les altres nacionalitats. El març de 1941, en el seu enfrontament amb els partisans, les tropes de Mihailović establiren una aliança amb els italians a Montenegro i donaren suport a l'ofensiva antipartisana de l'Eix. En avançar la guerra aniria aliant-se amb els diferents moviments antipartisans col·laboracionistes amb l'Eix, tot i mantenir formalment els plans i les forces preparades per ocupar Sèrbia quan es retiressin els alemanys amb l'arribada dels aliats, la seva política fou de no-agressió contra aquests per concentrar-se en la lluita contra els partisans, amb casos de col·laboració de moltes de les seves unitats. Finalment serien derrotats pels partisans a finals de 1944 i començaments de 1945 i les seves forces progressivament eliminades. El maig de 1945 Mihailović dissolgué les forces que quedaven i s'amagà a Bòsnia.

### Instruccions de 1941
El 20 de desembre de 1941, Mihailović va emetre als seus comandants unes Instrukcije (instruccions) on reflectia la voluntat de crear una Gran Sèrbia, que inclouria Sèrbia, Montenegro, Bòsnia i Hercegovina, Voivodina i Macedònia (avui, Macedònia del Nord), menystenint les altres nacionalitats iugoslaves, i justificant les operacions de neteja ètnica contra les minories considerades enemigues.

## Postguerra: Judici i execució
Mihailovic va ser capturat el 13 de març de 1946 per agents iugoslaus de l'OZNA, i jutjat entre el 10 de juny i el 15 de juliol del mateix any. Acusat de 47 càrrecs, el tribunal culpable per 8 d'ells, incloent-hi els d'alta traïció i crims contra la humanitat. Fou condemnat a mort, i va ser afusellat juntament amb altres nou oficials el 18 de juliol de 1946, a Lisičiji Potok, a uns dos-cents metres de l'antic Palau Reial, i enterrat en una tomba sense nom en el mateix lloc. El fiscal del cas fou Milos Minic, més tard Ministre de Relacions Exteriors en el govern iugoslau. L'execució va suposar la suspensió d'una visita que Charles de Gaulle havia de fer a Tito, en senyal de protesta.

### Legió del Mèrit
Harry S. Truman, 33è. President dels Estats Units, va atorgar a títol pòstum la Legió del Mèrit a Mihailović. La condecoració fou recomanada per Dwight D. Eisenhower, sol·licitada per l'oficial de Richard Felman, rescatat per Mihailović durant la guerra. Per primera vegada en la història, aquest guardó va ser classificat com a secret pel Departament d'Estat, per no ofendre el govern comunista de Iugoslàvia, i no va ser entregat a la filla de Mihailović, Gordana, fins al 9 de maig de 2005. El mèrit principal fou l'assistència que els txètniks van prestar als aviadors americans durant la guerra.